# Lille Koldewey
Het Lille Koldewey is een klein onbewoond eiland in Nationaal park Noordoost-Groenland in het oosten van Groenland.

## Geografie
Het smalle lange eiland is in de lengterichting noordwest-zuidoost georiënteerd en heeft een lengte van ongeveer 17 kilometer met een breedte van maximaal ruim twee kilometer. In het midden is het eiland zeer smal: slechts enkele tientallen meters.
Het ligt tussen de Groenlandzee in het zuidoosten en de Stormbugt, een baai van de Dove Bugt, in het noordwesten. Ten oosten ligt de zeestraat Øresund en ten westen de zeestraat Lille Bælt.
Aan de overzijde van het water ligt in het noorden het Germanialand en in het zuidwesten het eiland Store Koldewey.